# Эталон (компания)
Группа «Эталон» —  российская федеральная финансово-строительная группа, входит в число крупнейших федеральных застройщиков. Начала свою деятельность в Ленинграде в 1987 году, в 2006 году вышла на рынок Москвы, а с 2021 года проводит активную региональную экспансию и по состоянию на 2025 год реализует проекты в 11 субъектах РФ, включая Новосибирскую, Омскую, Свердловскую, Тюменскую области, Республику Татарстан, Хабаровский край и другие регионы.
За 38 лет работы «Эталон» ввёл в эксплуатацию более 9,2 млн кв. м недвижимости. В 2025 году компания вошла в десятку застройщиков, лидирующих по объёмам строительства в Москве.
Компания специализируется на строительстве жилья комфорт-, бизнес- и премиум-классов, офисной недвижимости, а также на реставрации объектов культурного наследия. Кроме того, группа реализовала ряд крупных общественных и инфраструктурных проектов.

## История
Основана в 1987 году, в составе «Союзэлектронстрой».
В 1991 году «ЛенСпецСМУ» стало самостоятельным строительным предприятием, и уже в 1995 году компания стала закрытым акционерным обществом.
В 2001 году была образована управляющая компания «Эталон» и структура холдинга приобрела законченный вид. На сегодняшний день в группу компаний «Эталон» входит более 100 предприятий.
В марте 2008 года 15 % Etalon Group, головной структуры холдинга, приобрёл фонд Baring Vostok Capital Partners, сделка была оценена в сумму свыше $150 млн.
В апреле 2011 года Etalon Group провела IPO на Лондонской фондовой бирже. В ходе размещения компания осуществила  эмиссию акций на сумму $500 млн, и ещё на сумму $75 млн продали свои акции её совладельцы. Капитализация компании составила $2,06 млрд. В феврале 2023 года компания завершила делистинг своих ценных бумаг на LSE.
В 2020 году компания прошла процедуру листинга глобальных депозитарных расписок на Московской бирже. Депозитарные расписки Etalon Group включены в котировальный список первого уровня и с 3 февраля 2020 года обращаются на Московской бирже под тикером ETLN, а с марта 2020 года входят в базу расчета индекса акций широкого рынка Московской биржи.
В мае 2021 года Etalon Group осуществила SPO, в ходе которого привлекла свыше 150 миллионов долларов США на расширение портфеля проектов.
В 2022 году «Эталон» выкупила российские активы финского застройщика YIT за 4,6 млрд рублей.
15 декабря 2023 года акционеры компании одобрили редомициляцию с Кипра на остров Октябрьский в Калининграде.
В апреле 2025 года стало известно о планах по запуску премиального бренда недвижимости AURIX.

## Деятельность
В состав компании входят операционные подразделения в регионах присутствия, в том числе в Екатеринбурге, Казани, Москве, Омске, Ростове-на-Дону, Новосибирске, Тюмени и Санкт-Петербурге, а также производственные и сервисные компании, деятельность которых контролируется группой «Эталон».

### Показатели деятельности
Активы группы «Эталон» включают 32 проекта в стадии проектирования и строительства, непроданную недвижимость в завершенных комплексах и коммерческую недвижимость с чистой реализуемой площадью 5,9 млн кв. м, а также производственный блок. Согласно оценке Nikoliers, стоимость активов группы «Эталон» на 31 декабря 2023 года составляет 303 млрд рублей.
Выручка компании в 2024 году составила 131 млрд рублей, EBITDA – 27,6 млрд рублей.
В 2024 году группа «Эталон» увеличила продажи недвижимости по сравнению с предыдущим годом на 39% – до 146,2 млрд рублей, в физическом выражении – на 28%, до 699 тыс. кв. метров, денежные поступления компании выросли за год на 16%, до 95,6 млрд рублей.
В первом квартале 2025 года объём продаж группы по России сократился на 8,8 % с 40,9 до 37,4 млрд рублей, но на 31 % вырос в Санкт-Петербурге — с 6,87 до 11,9 млрд рублей или с 48,7 до 63,8 тыс. кв. м.
ГДР группы «Эталон» обращаются на фондовом рынке Московской биржи (тикер ETLN).

### Рейтинги
В 2016 году акционерное общество «ЛенСпецСМУ» получило кредитный рейтинг от рейтингового агентства «Эксперт РА» на уровне А+(I) со стабильным прогнозом, в 2017 рейтинг был подтверждён, а затем преобразован в ruA+ (уже для АО «Эталон ЛенСпецСМУ»). В 2018-2022 годах рейтинг колебался в диапазоне от ruBBB+ до ruA и был отозван в 2023 году в связи с выдачей рейтинга АО «Эталон-Финанс».
АО «Эталон-Финанс» получило от «Эксперт РА» кредитный рейтинг ruA- в 2022 году, рейтинг подтверждён в 2023-2025 годах годах.

### Слияния и поглощения, покупки проектов
Группа «Эталон» является достаточно активным игроком на рынке слияний и поглощений (M&A), занимаясь скупкой профильных активов для расширения своего присутствия на рынке, увеличения земельного банка и усиления конкурентных позиций. 
- 2019 год – приобретение 100 % акций строительной компании «Лидер-Инвест» позволило группе расширить портфель московских проектов и войти в тройку лидеров на столичном рынке[22][23].
- 2021 год – куплены здание и участок на территории Бадаевских складов на юге Санкт-Петербурга[24]
- 2022 год – приобретение российского бизнеса финского девелопера YIT[15].
- 2024 год – приобретение петербургских проектов компании DVA [25][26].

## Состав группы
Группа «Эталон» — это вертикально-интегрированная структура, в которую входит более 100 предприятий, реализующих все стадии инвестиционно-строительного процесса: от оценки и приобретения земельных участков, проектирования, производства и строительства до эксплуатации готовой недвижимости. Среди них:
- «ЭталонПроект» — собственное проектное бюро компании с офисами в Москве и Санкт-Петербурге, ведущее разработку градостроительной, проектной, рабочей документации, архитектурных концепций ежегодным объемом около 0,7 млн кв. м только на проектах группы «Эталон»;
- «ЭталонМонолит» — группа предприятий, обеспечивающих полный цикл работ от производства и обслуживания опалубочных систем, производства монолитных работ до испытаний готовой продукции;
- «ЭталонФасад» — предприятие, занимающееся производством и монтажом светопрозрачных конструкций, архитектурного бетона, устройством навесных вентилируемых фасадов и штукатурных фасадов;
- «ЭталонСети» — компания, занимающаяся монтажом внутренних инженерных сетей: отопления, водоснабжения, водоотведения, канализации, систем вентиляции и кондиционирования воздуха, слаботочных систем, освещения, а также алмазным бурением бетонных шпуров;
- «ЭталонОтделка» — компания, специализирующаяся на внутренней и внешней отделке объектов группы «Эталон»;
- технопарки — научно-технические центры в Ленинградской и Московской областях, специализирующиеся на разработке и производстве префабрицированных элементов, сблокированных инженерных систем и внутренних инженерных сетей, производстве архитектурного бетона и малых архитектурных форм.

## Проекты

### Зелёная река (Омск)
Жилой квартал «Зелёная река» – это первый региональный проект группы «Эталон». Микрорайон с 2022 года строится в Кировском округе Омска на левом берегу Иртыша на участке площадью 164 га, он рассчитан на 35 тыс. жителей и воплощает концепцию «15-минутного города», в соответствии с которой его жители получат в шаговой доступности всё необходимое для комфортной жизни, работы и досуга.  Проект стал победителем V Международного архитектурно-дизайнерского конкурса «Золотой Трезини-2022» в номинации «Лучший региональный проект комплексного развития территории».

## ESG-политика, социальная ответственность
В 2023 году группа «Эталон» была включена в ESG-рэнкинг российских компаний, составленный рейтинговым агентством RAEX. Группа вошла в отраслевой рэнкинг ESG-прозрачности рейтингового агентства «Эксперт РА» в 2023 и 2024 годах.
В 2024 году группа «Эталон» была включена во II уровень (выше среднего) ESG-индекса российского бизнеса от рейтингового агентства НКР и РБК.
В рейтинге лучших работодателей России по версии Forbes в 2023 году ГК «Эталон» вошла в группу «серебро» в категории «Экология», в группу «золото» в категории «Сотрудники и общество» и в группу «платина» в категории «Корпоративное управление». В 2024 году в этом же рейтинге ГК «Эталон» вошла в группу «золото» в категории «Экология», в группу «серебро» в категории «Сотрудники и общество» и в группу «платина» в категории «Корпоративное управление».

## Собственники
В феврале 2019 года АФК «Система» приобрела 25% уставного капитала компании у семьи ее основателя Вячеслава Заренкова по цене 3,07 доллара США за ГДР. При этом «Система» передала «Эталону» 51% акций дочерней девелоперской компании «Лидер-Инвест». По результатам сделки Вячеслав Заренков покинул пост председателя совета директоров компании. В августе этого же года «Эталон» консолидировал 100% акций «Лидер-Инвеста».
Акционеры компании (согласно консолидированной финансовой отчетности за 2024 год):
- АФК «Система» — 48,8%
- Mubadala Investment Company — 6,3%
- Kopernik Global Investors — 5%
- Prosperity Capital — 4,1%
- менеджмент — 0,6%
- free-float — 35,2%.

## Руководство
Президент группы «Эталон» – Бузулуцкий Михаил Игоревич, председатель совета директоров – Щербина Геннадий Филиппович.